# Borthwickia
Borthwickia, monotipski biljni rod iz porodice Resedaceae (katančevke). Jedina vrsta je B. trifoliata, zimzeleni grm ili manje stablo iz južne Kine (Yunnan), Vijetnama, Mjanmara i Laosa.. Rod se ponekad uključuje i vlastitu  monogeneričku porodicu Borthwickiaceae (GBIF, Tropicos), opisanu u Taxon 61(3): 608–609. 2012., a ponekad u porodicu katančevki (Resedaceae; Kew)

## Opis
Grmovi ili niska stabla. Narastu do 6 metara visine. Listovi nasuprotni. Cvatu od travnja-lipnja, plodovi kolovoz-rujan. Sjemenke 4-6 po kapsuli, 2-3 mm, baza krnja, vrh zašiljen.